# أوليفيير أساياس
أوليفيير أساياس (بالفرنسية: Olivier Assayas) (و. 1955  م) هو كاتب سيناريو، ومخرج أفلام، وناقد سينمائي، وكاتب فرنسي، ولد في باريس.

## التعليم
تعلم في المدرسة الوطنية للفنون الجميلة، وجامعة باريس 3 - السوربون الجديدة.

## جوائز وترشيحات
حصل على جوائز منها:
- جائزة أفضل إخراج، عن عمل: المتسوق الشخصي (2015)
- جائزة لويس ديلوك [الإنجليزية]‏، عن عمل: غيوم سيلس ماريا (2013)
- جائزة الجمعية الوطنية للنقاد السينمائيين لافضل فيلم اجنبي  [لغات أخرى]‏، عن عمل: Carlos (miniseries) [الإنجليزية]‏ (2009)
- New York Film Critics Circle Award for Best Foreign Language Film [الإنجليزية]‏، عن عمل: Carlos (miniseries) [الإنجليزية]‏ (2009)
- جائزة جمعية نقاد السينما في لوس انجلوس  لأفضل فيلم بلغة أجنبية  [لغات أخرى]‏، عن عمل: Summer Hours [الإنجليزية]‏ (2008).

ترشح لـ:
- جائزة الإيمي برايم تايم عن فئة الإخراج المتميز لمسلسل محدود أو فيلم أو مسرحية خاصة [الإنجليزية]‏، عن عمل: Carlos (miniseries) [الإنجليزية]‏ (2010)
- جائزة سيزار لأفضل مخرج، عن عمل: Carlos (miniseries) [الإنجليزية]‏ (2010)
- جائزة الجمعية الوطنية للنقاد السينمائيين لافضل فيلم اجنبي  [لغات أخرى]‏، عن عمل: Carlos (miniseries) [الإنجليزية]‏ (2009)
- جائزة الفيلم الأوروبي لأفضل مخرج [الإنجليزية]‏، عن عمل: Carlos (miniseries) [الإنجليزية]‏ (2009)
- جائزة الجمعية الوطنية للنقاد السينمائيين لأفضل مخرج  [لغات أخرى]‏، عن عمل: Carlos (miniseries) [الإنجليزية]‏ (2009)
- جائزة الجمعية الوطنية الأمريكية للنقاد السينمائيين لأفضل سيناريو [الإنجليزية]‏، عن عمل: Summer Hours [الإنجليزية]‏ (2008)
- جائزة الجمعية الوطنية للنقاد السينمائيين لأفضل مخرج  [لغات أخرى]‏، عن عمل: Summer Hours [الإنجليزية]‏ (2008)
- جائزة سيزر لأفضل كاتب سيناريو، عن عمل: Rendez-vous (1985 film) [الإنجليزية]‏ (1985).

## وصلات خارجية
- أوليفيير أساياس على موقع IMDb (الإنجليزية)
- أوليفيير أساياس على موقع ميتاكريتيك (الإنجليزية)
- أوليفيير أساياس على موقع روتن توميتوز (الإنجليزية)
- أوليفيير أساياس على موقع مونزينجر (الألمانية)
- أوليفيير أساياس على موقع قاعدة بيانات الأفلام العربية
- أوليفيير أساياس على موقع ألو سيني (الفرنسية)
- أوليفيير أساياس على موقع أول موفي (الإنجليزية)
- أوليفيير أساياس على موقع قاعدة بيانات الأفلام السويدية (السويدية)
- أوليفيير أساياس على موقع إن إن دي بي (الإنجليزية)
- أوليفيير أساياس على موقع قاعدة بيانات الفيلم (الإنجليزية)